# Святий Престол і Організація Об'єднаних Націй
Святий Престол не є членом Організації Об’єднаних Націй (не подав заявки на членство), але 6 квітня 1964 року отримав статус постійного спостерігача. У цій якості він має право відвідувати всі сесії Генеральної Асамблеї Організації Об’єднаних Націй, Ради Безпеки Організації Об’єднаних Націй та Економічної та Соціальної Ради Організації Об’єднаних Націй для спостереження за їхньою роботою.
Відповідно, Святий Престол заснував постійні місії спостерігачів у Нью-Йорку та Женеві та мав змогу впливати на рішення та рекомендації Організації Об’єднаних Націй.

## Історія

### Відносини з Лігою Націй
Під час конференції 1919 року в Лізі Націй було запропоновано заохочення міжнародного співробітництва зі Святим Престолом. Пропозиція, яку підтримали делегації Бельгії та Швейцарії, була прийнята більшістю учасників, хоча зустріла опір Великої Британії та Італії. У звітах вказувалося, що Святий Престол шкодує про своє виключення і бажає бути прийнятим до Ліги Націй.
Однак у 1923 році Святий Престол зайняв іншу позицію і заявив, що його єдина компетенція полягала у питаннях з’ясування принципових питань моралі та міжнародного публічного права. У 1924 році Святий Престол отримав запрошення від британського делегата стати членом Ліги, але ця пропозиція не отримала офіційної реакції з боку інших держав-членів.
Коли стало зрозуміло, що триваюча територіальна суперечка з Італією (вирішена Латеранським договором 1929 року) не дозволила їй приєднатися до Ліги, Ватикан підтримав діяльність l'Union Catholique d'Etudes Internationales, лобістської групи, членами якої в основному були католицькі активісти. як офіційні особи Ліги. Серед видатних членів були Гонзаг де Рейнольд і Оскар Галекі, а перший і другий генеральні секретарі Ліги Ерік Драммонд і Джозеф Авенол прихильно ставилися до цілей організації. Група мала особливий успіх у просуванні бачення Святого Престолу міжнародних справ у Міжнародному комітеті з інтелектуального співробітництва, попереднику ЮНЕСКО.

### Неучасть у 1944-1964 роках
У 1944 році Святий Престол зробив попередні запити щодо можливості стати членом ООН. Держсекретар США Корделл Халл відповів, що:
Здавалося б небажаним, щоб зараз піднімалося питання про членство держави Ватикан. Як мініатюрна держава, Ватикан не зможе виконати всі обов’язки членства в організації, основною метою якої є підтримання міжнародного миру та безпеки. ...Здавалося б, членство в організації не відповідає положенням статті 24 Латеранського договору, зокрема щодо духовного статусу та участі у можливому застосуванні сили. Відсутність членства не перешкоджає участі Держави Ватикану в соціальній та гуманітарній діяльності організації, а також не заважає її традиційній ролі у сприянні миру своїм звичайним впливом.
Секретар Халл не робив різниці між Святим Престолом і Ватиканською державою; і по-друге, що на той час членство в Організації Об'єднаних Націй все ще обмежувалося союзниками у Другій світовій війні. Ні Святий Престол, ні Ватикан не вирішили подати заявку на членство в ООН.

### Постійний спостерігач з 1964 року
З 6 квітня 1964 року Святий Престол є постійним спостерігачем при Організації Об’єднаних Націй. У цій якості Святий Престол отримав постійне запрошення брати участь у всіх сесіях Генеральної Асамблеї, Ради Безпеки Організації Об’єднаних Націй та Економічної та Соціальної Ради Організації Об’єднаних Націй, щоб спостерігати за їхньою роботою та підтримувати постійну місію спостерігачів у штаб-квартира ООН у Нью-Йорку. Відповідно, Святий Престол заснував постійну місію спостерігачів у Нью-Йорку та направив представників на всі відкриті засідання Генеральної Асамблеї та її Головних комітетів.
З міркувань дипломатичної ввічливості, починаючи з 1964 року, Святому Престолу також було дозволено робити офіційні політичні заяви в Генеральній Асамблеї, як під час Генеральних дебатів, так і під час обговорення різних окремих питань, що містяться в порядку денному Генеральної Асамблеї. Зокрема, Папи Павла VI, Івана Павла II, Бенедикта XVI та Франциска було запрошено виступити перед Генеральною Асамблеєю.
Крім того, Святий Престол був запрошений спостерігати за всіма відкритими засіданнями міжурядових допоміжних органів Генеральної Асамблеї. Святому Престолу часто дозволялося брати участь у приватних переговорах, які призвели до ухвалення рішень і резолюцій Генеральної Асамблеї. Проте Святий Престол не мав права бути співавтором проектів рішень чи резолюцій, висловлювати порядок дій чи користуватися правом на відповідь. Якщо Святий Престол бажав розповсюдити письмові пропозиції чи документи з позицією, йому потрібна була допомога держави-члена, яка була готова представити ці пропозиції чи документи як власні.
Святий Престол скористався прерогативами свого статусу спостерігача, щоб включити свої християнські цінності в рішення та рекомендації Організації Об’єднаних Націй. Відмітною була успішна спроба у співпраці з країнами-однодумцями забезпечити прийняття Декларації Організації Об'єднаних Націй про заборону будь-яких форм клонування людини, і вона виступила проти прийняття резолюції щодо сексуальної орієнтації та гендерної ідентичності, запропонованої Європейським Союзом у Генеральній Асамблеї; Подібна спеціальна резолюція ООН з прав ЛГБТ, запропонована Південно-Африканською Республікою, була успішно прийнята Радою ООН з прав людини.

### Опозиція статусу
З 1999 року неурядова організація «Католики за вибір» лобіювала проти участі Святого Престолу в Організації Об’єднаних Націй. Прихильники цієї кампанії стверджували, що Святий Престол є релігійною організацією, а не державою, і, отже, він не повинен мати права брати участь у положенні, аналогічному державам, у міжурядовому процесі прийняття рішень щодо соціальних питань. , культурні та економічні питання. Вони також посилалися на відсутність рівного статусу для інших релігій та історію представників Ватикану, які проштовхували католицькі погляди на репродуктивне здоров’я.

### Підтверджений статус у 2004 році
У 2004 році Генеральна Асамблея ООН підтвердила статус Святого Престолу як постійного спостерігача. Наразі Святий Престол має право брати участь у загальних дебатах Генеральної Асамблеї та втручатися в обговорення будь-якого питання, включеного в порядок денний цієї асамблеї. Вона має право брати участь у всіх зустрічах, відкритих для всіх держав-членів, право висловлювати порядок дій і користуватися правом на відповідь, право поширювати пропозиції та документи з позицією як офіційні документи, а також право співавторувати проект резолюції та рішення. Коментуючи його статус, архієпископ Селестіно Мільоре, тодішній постійний спостерігач Святого Престолу при Організації Об’єднаних Націй, сказав: «Ми не маємо права голосу, тому що це наш вибір». Він додав, що Святий Престол вважає, що його нинішній статус "є фундаментальним кроком, який не закриває жодного шляху в майбутнє. Святий Престол має вимоги, визначені статутом ООН, бути державою-членом, і, якщо в майбутньому він забажає щоб бути так, ця резолюція не завадила б їй подати прохання.»

## По всій системі ООН

### В Економічній і Соціальній Раді ООН
Святий Престол також є спостерігачем при Економічній і Соціальній Раді Організації Об’єднаних Націй (ЕКОСОР), який відвідує всі її засідання і може робити пропозиції та директивні заяви щодо всіх питань, які його хвилюють. З 22 липня 1977 року Святий Престол отримав постійне запрошення на сесії регіональних комісій ЕКОСОР нарівні з тими державами-членами Організації Об'єднаних Націй, які не є членами цих регіональних комісій. Крім того, Святий Престол має повне членство в деяких спеціалізованих установах Організації Об’єднаних Націй, які залежать від ECOSOC, таких як ВОІВ, ITU та UPU. Щоб стежити за роботою тих допоміжних органів та агенцій ЕКОСОР, які регулярно збираються в Женеві, Святий Престол створив Постійну місію спостерігачів у Женеві.

### У Раді Безпеки ООН
Маючи статус спостерігача в Організації Об’єднаних Націй, Святий Престол також може спостерігати за всіма відкритими засіданнями Ради Безпеки Організації Об’єднаних Націй. Час від часу Святий Престол звертався з проханням і дозволяв робити заяви на відкритих засіданнях Ради Безпеки. Постійний спостерігач виступав проти війни в Іраку незадовго до вторгнення, щодо регулювання озброєнь та захисту цивільного населення під час збройних конфліктів. У деяких випадках Святий Престол подавав документи до Ради Безпеки, наприклад, заяву патріархів і єпископів Іраку від 29 квітня 2003 року про свободу віросповідання.
Тим часом Святий Престол не визнає Китайську Народну Республіку, яка є постійним членом РБ ООН, легітимною державою.

### На всесвітніх конференціях з соціально-економічних питань
Святий Престол також був активним учасником Всесвітніх конференцій з соціальних та економічних питань, скликаних Організацією Об’єднаних Націй. Вона мала великий вплив на переговори та результати Каїрської народної конференції 1994 року, Пекінської конференції щодо жінок 1995 року та спеціальної сесії Генеральної Асамблеї 2001 року з ВІЛ/СНІДу.

## Багатосторонні договори

### Переговори про багатосторонні договори
Оскільки Святий Престол юридично здатний ратифікувати міжнародні договори та ратифікує їх, йому пропонується брати участь – на рівних з державами – у переговорах щодо більшості універсальних міжнародних правотворчих договорів, що укладаються під егідою Організації Об’єднаних Націй. Будучи стороною переговорів, вона може вносити пропозиції по суті, відхиляти пропозиції інших сторін переговорів, вимагати голосування і навіть голосувати. Святий Престол брав активну участь у переговорах щодо Римського статуту Міжнародного кримінального суду 1998 року, Конвенції про бомбові терористи 1997 року та Конвенції про права людей з інвалідністю 2006 року.

### Участь у багатосторонніх договорах
Святий Престол є державою-учасницею численних багатосторонніх договорів:
| Договір | Дата підписання        | Дата ратифікації, приєднання або прийняття |
| --- | ---------------------- | ------------------------------------------ |
| 1864 Конвенція про поліпшення становища поранених в арміях в польових умовах |                        | 9 травня 1868 року                         |
| 1886 Бернська конвенція про охорону літературних і художніх творів |                        | 19 липня 1935 року                         |
| 1883 Паризька конвенція про охорону промислової власності |                        | 21 липня 1960 року                         |
| 1925 Протокол про заборону використання задушливих, отруйних або інших газів і бактеріологічних методів ведення війни |                        | 18 жовтня 1966 року                        |
| 1936 Міжнародна конвенція про використання радіомовлення заради миру |                        | 5 січня 1967 року                          |
| 1949 Перша Женевська конвенція про поліпшення долі поранених і хворих у збройних силах у польових умовах | 8 грудня 1949 року     | 22 лютого 1951 року                        |
| 1949 Друга Женевська конвенція про поліпшення стану поранених, хворих і осіб, які зазнали корабельної аварії, у складі збройних сил на морі                                                                                 | 8 грудня 1949 року     | 22 лютого 1951 року                        |
| 1949 Третя Женевська конвенція про поводження з військовополоненими | 8 грудня 1949 року     | 22 лютого 1951 року                        |
| 1949 Четверта Женевська конвенція про захист цивільного населення під час війни | 8 грудня 1949 року     | 22 лютого 1951 року                        |
| 1949 Протокол про дорожні знаки та сигнали |                        | 1 жовтня 1956 року                         |
| 1954 Гаазька конвенція про захист культурних цінностей у разі збройного конфлікту |                        | 24 лютого 1958 року                        |
| 1954 Протокол про охорону культурних цінностей у разі збройного конфлікту |                        | 24 лютого 1958 року                        |
| 1955 Угода про знаки для дорожніх робіт, яка вносить зміни до Європейської угоди від 16 вересня 1950 року, яка доповнює Конвенцію про дорожній рух 1949 року та Протокол про дорожні знаки та сигнали 1949 року             |                        | 1 жовтня 1956 року                         |
| 1956 Конвенція про статус біженців | 21 травня 1952 року    | 15 березня 1956 року                       |
| 1951 Конвенція про стягнення за кордоном аліментів | 20 червня 1956 року    | 5 жовтня 1964 року                         |
| 1958 Конвенція про визнання та виконання іноземних арбітражних рішень |                        | 14 травня 1975 року                        |
| 1961 Єдина конвенція про наркотичні засоби зі змінами, внесеними Протоколом 1975 року про внесення змін до Єдиної конвенції про наркотичні засоби                                                                           |                        | 7 січня 1976 року                          |
| 1963 Віденська конвенція про консульські зносини | 24 квітня 1963 року    | 8 жовтня 1970 року                         |
| 1966 Міжнародна конвенція про ліквідацію всіх форм расової дискримінації | 21 листопада 1966 року | 1 травня 1969 року                         |
| 1967 Протокол про статус біженців |                        | 8 червня 1967 року                         |
| 1968 Договір про нерозповсюдження ядерної зброї |                        | 25 лютого 1971 року                        |
| 1969 Віденська конвенція про право міжнародних договорів | 30 вересня 1969 року   | 25 лютого 1977 року                        |
| 1971 Конвенція про психотропні речовини | 21 лютого 1971 року    | 7 січня 1976 року                          |
| 1971 Конвенція про захист виробників фонограм від несанкціонованого розмноження їхніх фонограм | 29 жовтня 1971 року    | 4 квітня 1977 року                         |
| 1972 Протокол про внесення змін до Єдиної конвенції про наркотичні засоби | 25 березня 1972 року   | 7 січня 1976 року                          |
| 1972 Конвенція про заборону розробки, виробництва та накопичення запасів бактеріологічної (біологічної) та токсинної зброї та про її знищення (Конвенція про біологічну зброю)                                              |                        | 04 січня 2002 року                         |
| 1972 Конвенція про охорону всесвітньої культурної та природної спадщини |                        | 07 жовтня 1982 року                        |
| 1976 Протокол до Угоди про ввезення освітніх, наукових і культурних матеріалів від 22 листопада 1950 р. |                        | 22 лютого 1980 року                        |
| 1977 Протокол І про захист жертв міжнародних збройних конфліктів | 12 грудня 1977 року    | 21 листопада 1985 року                     |
| 1977 Протокол II про захист жертв неміжнародних збройних конфліктів | 12 грудня 1977 року    | 21 листопада 1985 року                     |
| 1980 Конвенція про заборону або обмеження застосування певних видів звичайної зброї, які можуть вважатися такими, що завдають надмірних ушкоджень або мають невибіркову дію (Конвенція про певні види звичайної зброї)      |                        | 22 липня 1997 року                         |
| 1980 Протокол I до Конвенції про певні види звичайної зброї щодо осколків, що не виявляються |                        | 22 липня 1997 року                         |
| 1980 Протокол II до Конвенції про певні види звичайної зброї про заборону або обмеження використання мін, мін-пасток та інших пристроїв                                                                                     |                        | 22 липня 1997 року                         |
| 1980 Протокол III до Конвенції про певні заборони або обмеження застосування запальної зброї |                        | 22 липня 1997 року                         |
| 1989 Конвенція ООН про права дитини | 20 квітня 1990 року    | 20 квітня 1990 року                        |
| 1990 Поправка до Монреальського протоколу щодо речовин, що руйнують озоновий шар |                        | 5 травня 2008 року                         |
| 1992 Конвенція про заборону розробки, виробництва, накопичення і використання хімічної зброї та про її знищення | 14 січня 1993 року     | 12 травня 1999 року                        |
| 1992 Поправка до Монреальського протоколу щодо речовин, що руйнують озоновий шар |                        | 5 травня 2008 року                         |
| 1992 Поправка до статті 8 Міжнародної конвенції про ліквідацію всіх форм расової дискримінації |                        | 14 березня 2002 року                       |
| 1993 Конвенція про заборону розробки, виробництва, накопичення та використання хімічної зброї та про її знищення (Конвенція про хімічну зброю)                                                                              | 14 січня 1993 року     | 12 травня 1999 року                        |
| 1993 Поправки до Протоколу 1980 року про заборону або обмеження використання мін, мін-пасток та інших пристроїв до Конвенції 1980 року про певні види звичайної зброї                                                       |                        | 22 липня 1997 року                         |
| 1995 Поправка до статті 43 (2) Конвенції про права дитини |                        | 15 серпня 1996 року                        |
| 1995 Протокол IV про сліпучу лазерну зброю до Конвенції про заборону або обмеження застосування певної звичайної зброї, яка може вважатися надзвичайно шкідливою або має невибіркову дію                                    |                        | 22 липня 1997 року                         |
| 1995 Конвенція про торгівлю зерном | 20 червня 1995 року    | 28 червня 1995 року                        |
| 1996 Договір про всеосяжну заборону ядерних випробувань | 24 вересня 1996 року   | 18 липня 2001 року                         |
| 1997 Конвенція про заборону використання, накопичення, виробництва і передачі протипіхотних мін та про їх знищення | 4 грудня 1997 року     | 17 лютого 1998 року                        |
| 2000 Факультативний протокол про участь дітей у збройних конфліктах | 10 жовтня 2000 року    | 24 жовтня 2001 року                        |
| 2000 Факультативний протокол до Конвенції про права дитини щодо торгівлі дітьми, дитячої проституції та дитячої порнографії                                                                                                 | 10 жовтня 2000 року    | 24 жовтня 2001 року                        |
| 2003 Протокол до Конвенції про заборону або обмеження застосування певних видів звичайної зброї, які можуть вважатися такими, що завдають надмірних ушкоджень або мають невибіркову дію на вибухонебезпечні пережитки війни |                        | 13 грудня 2005 року                        |
| 2008 Конвенція про касетні боєприпаси | 3 грудня 2008 року     | 3 грудня 2008 року                         |
| 2017 Договір про заборону ядерної зброї | 20 вересня 2017 року   | 20 вересня 2017 року                       |